# Monica Roccaforte
Monica Roccaforte (Budapest, 17 de febrero de 1978) es una actriz pornográfica húngara, cuyo nombre real es Szilvia Wagner. Logró notoriedad en su corta carrera a finales de los años 1990. En total participó en 35 películas entre 1997 y el año 2001. Si bien rodó inicialmente para la productora Private, debe su fama a las películas en la que fue dirigida por el director italiano Mario Salieri, las cuales representan el grueso de su filmografía.

## Biografía
Monica Roccaforte inició su actividad en el cine porno en 1997, interpretando un pequeño papel en un filme húngaro. El productor italiano Mario Salieri, valorando su belleza física y buena actuación, la convocó a Roma para incorporarla al reparto de la película Il Confessionale, que causó gran polémica debido a que sus escenas fueron filmadas dentro de una iglesia. Roccaforte firmó un contrato en exclusiva que duró toda su carrera como actriz con papeles habitualmente protagonistas. A comienzos del siglo XXI decidió retirarse definitivamente.

## Filmografía
- La Carovana della violenza (2003)
- Capodanno in casa Curiello (2002)
- Casino (2001)
- Hellficker (2001)
- Il Mondo perverso delle miss (2001)
- Private Casting X 30: Gabriella Kerez (2000)
- Eurobabes #1 (2000)
- Incesto (2000)
- Inferno (2000)
- Napoli (2000)
- Intimita' proibite di Giovani Casalinghe (1999)
- Il Mostro dell'autostrada Napoli-Roma (1999)
- Il Ritorno di Don Tonino (1999)
- Stavros (1999)
- Stavros 2 (1999)
- Rosa shocking (1998)
- Fuga dall'Albania (1998)
- Il confessionale (1998)
- La Famiglia (1998)
- Sacro e profano (1998)
- La famiglia (1997)
- Private Gaia 3: Weekend in Bologna (1997)